# Octavia E. Butler
Octavia Estelle Butler, coneguda com a Octavia Butler (22 de juny de 1947 – 24 de febrer de 2006) fou una destacada escriptora afroamericana de ciència-ficció feminista. Va guanyar els premis Hugo i Nebula. El 1995 es va convertir en la primera escriptora de ciència-ficció a rebre la prestigiosa Beca de la Fundació MacArthur, coneguda també de manera no oficial com a Beca Genius de la Fundació MacArthur. Va rebre nombrosos guardons durant la seva carrera literària així com de manera pòstuma, entrant al "Science Fiction Hall of Fame" en 2010.
El 2021 la NASA informa que el lloc d'aterratge del ròver Perseverance en el cràter Jezero a Mart s'anomenaria "Octavia E. Butler" en reconeixement de l'escriptora.

## Biografia
Octavia Butler va néixer i va créixer a Pasadena, Califòrnia. Donat que el seu pare Laurice, enllustrador de professió, va morir quan ella era petita, Octavia va ser criada per la seva àvia i la seva mare (Octavia M. Butler), que treballava com a criada per mantenir tota la família. Octavia va créixer en un veïnat multiètnic. D'acord amb la Norton Anthology of African American Literature, Octavia va ser «una nena introvertida i filla única en una llar estrictament baptista i aviat es va aficionar a revistes com "Amazing", "Fantasy and Science Fiction" i "Galaxy"; llegí tots els clàssics de la ciència-ficció».
Octavia Jr., anomenada Junie per la seva mare, va ser una nena tímida i somiadora, a la qual se li va diagnosticar dislèxia. Va començar a escriure als deu anys per escapar de la solitud i l'avorriment; i quan en tenia dotze va començar a interessar-se en la ciència-ficció. «Vaig començar a escriure les meves històries quan tenia dotze anys, estava veient una mala pel·lícula de ciència-ficció titulada "La diabòlica noia de Mart" i vaig decidir que podia escriure una història millor. Vaig apagar la televisió i ho vaig intentar. I he estat escrivint ciència-ficció des de llavors».
Després de graduar-se en el Pasadena City College, el 1968, es va matricular en la Califòrnia State University de Los Angeles. Finalment la va abandonar i va començar a estudiar escriptura a la Universitat de Los Angeles.
Segons Octavia, dues institucions li van proporcionar l'ajuda més valuosa per aprendre a escriure:
- 1969–1970: L'Open Door Workshop del Screenwriters' Guild of America, un programa d'ajuda per a escriptors llatins i africans dels Estats Units. Per aquest programa va conèixer l'escriptor de ciència-ficció Harlan Ellison.
- 1970: El Clarion Science Fiction Writers Workshop (al qual va ser presentada per Ellison), en què va conèixer Samuel R. Delany.[9]

El novembre de 1999 Octavia Butler es va traslladar a Seattle, a l'estat de Washington.
L'autora es va descriure a si mateixa com «una còmoda ermitana asocial enmig del pessimisme de Seattle, i si no vaig amb compte, una feminista, una negra, i finalment, baptista, amb una combinació impossible d'ambició, mandra, inseguretat, certitud i impuls espontani». Els temes ètnics i l'ambigüitat sexual estan presents en la seva obra.
Va morir a Lake Forest Park, Washington, el 24 de febrer de 2006, als 58 anys. Alguns mitjans de comunicació afirmen que va morir a causa d'un cop al cap que va rebre en caure mentre passejava, mentre que uns altres afirmen que va sofrir un infart com a resultat de la impressió de la caiguda. La revista Locus afirma que l'infart li va provocar la caiguda i les ferides al cap.

## Obra literària
La seva primera història publicada, Crossover, va aparèixer en una antologia de 1971; un altre relat curt, Childfinder, va ser comprat per Harlan Ellison per a la col·lecció d'històries The Last Dangerous Visions, que mai va arribar a publicar-se (a data d'avui encara segueix inèdita). Octavia deia que quan es va publicar la seva selecció de relats Bloodchild and Other Stories encara estava aprenent a ser una escriptora. «De fet, després de "Crossover" vaig passar uns altres cinc anys de rebutjos editorials i altres treballs abans que aconseguís vendre una altra de les meves obres».
Octavia Butler va utilitzar la ciència-ficció especulativa per a explorar temes socials antics i moderns. Sovint representava conceptes com ètnia, sexualitat, sexe, religió, progrés social i classe social.

### Sèries

#### Patternist
El 1974 va començar la novel·la Patternmaster (suposadament començada amb la història que havia escrit veient La diabòlica noia de Mart), que es va convertir en la seva primera novel·la el 1976 (encara que ocuparia el cinquè lloc de la sèrie Patternist). En els vuit anys següents publicaria quatre novel·les més sobre la mateixa història, encara que les dates de publicació no coincideixen amb l'ordre de les novel·les.
Wild Seed, el primer llibre de la sèrie Patternist, va ser publicat el 1980. En Wild Seed, Butler narra com dos personatges potencialment immortals construeixen les seves famílies. El personatge masculí, Dauro, inicia un programa de criança per crear descendents amb poders psíquics com a aliment i companys potencials. El personatge femení, Anyanwu, crea camperols. Tant Dauro com Anyanwu, malgrat les seves diferències, acaben necessitant-se mútuament, perquè són els únics éssers immortals del món. Aquest llibre també explora la dinàmica del poder i l'esclavitud.
| Sèrie Patternist |
| --- |
| - Patternmaster (1976) - Mind of My Mind (1977) - Survivor (1978) - Wild Seed (1980) - Clay's Ark (1984) - Seed to Harvest (recopilació; l'ed. de 2007 no inclou Survivor) |

#### Lilith's Brood
La sèrie Lilith's Brood (també coneguda com la trilogia Xenogenesis) tracta de Lilith, que juntament amb uns pocs humans supervivents, són salvats per una ètnia extraterrestre, els Oankali, després d'un holocaust nuclear a la Terra. Els Oankali tenen un tercer gènere, els ooloi, que tenen l'habilitat de manipular els gèneres i poders de seducció sexual i estimulació neuronal. Utilitzen les seves habilitats per permetre la unió dels altres dos sexes de la seva espècie, així com per a unir altres espècies amb les quals es troben. Els Oankali són mercaders biològics, que se senten impulsats a compartir gens amb altres espècies intel·ligents. Junts, Oankali i humans, són forçats a entendre's per poder recrear una biologia mixta que els permeti sobreviure, uns a l'holocaust i els altres al seu etern viatge a la recerca de noves biologies.
| Trilogia Xenogenesis (Lilith's Brood)                                                      |
| ------------------------------------------------------------------------------------------ |
| - Dawn (1987) Alba. - Adulthood Rites (1988) Ritus de l'Edat Adulta. - Imago (1989) Imago. |

#### Parable
El 1994 la seva novel·la Parable of the Sower va ser nominada al Premi Nebula a la millor novel·la, però no ho va aconseguir fins a 1998 amb la seqüela Parable of the Talents al Premi James Tiptree Jr. Les dues novel·les descriuen l'origen de la fictícia religió "Earthseed". La lluita de classes és un tema directe en la sèrie de Parable of the Sower.
Octavia Butler originàriament va pensar a escriure una tercera novel·la per aquesta sèrie, Parable of the Trickster, un projecte que va esmentar en diverses entrevistes, però va sofrir una espècie de bloqueig d'escriptura i va passar set anys sense publicar cap nova novel·la.
| Sèrie Parable                                                 |
| ------------------------------------------------------------- |
| - Parable of the Sower (1993) - Parable of the Talents (1998) |

### Novel·les independents

#### Kindred
El 1979 va publicar la novel·la Kindred, que utilitza els viatges en el temps per explorar l'esclavitud als Estats Units. En aquesta història, Dana, una dona afroamericana, és inexplicablement transportada des de Los Angeles de l'any 1976 a Maryland de principis del segle xix. Es troba amb els seus avantpassats: Rufus, un esclavista blanc, i Alice, una dona afroamericana que va néixer lliure però va ser convertida en esclava.
Aquesta novel·la sovint es troba en les seccions de literatura afroamericana en lloc de les de ciència-ficció; l'autora la considerava una "sinistra fantasia sense ciència". Kindred es va convertir en el més popular de tots els seus llibres, amb més de 250.000 còpies venudes.

#### Fledgling
Finalment va publicar el 2005 una nova novel·la, Fledgling, una història de vampirs amb context de ciència-ficció. Encara que l'autora la considerava una obra independent, la novel·la està connectada amb altres de les seves obres mitjançant la seva exploració de l'ètnia, la sexualitat i el que significa ser part d'una continuïtat. A més, la novel·la continua amb el tema de Parable ot the Sower amb la diversitat com a imperatiu biològic.

### Relats curts
Octavia Butler va publicar una col·lecció dels seus relats curts, Bloodchild and Other Stories, el 1996. Afirmava en el prefaci que odiava els relats curts i preferia el format de la novel·la: «les idees que més m'interessen tendeixen a ser grans». La col·lecció inclou relats curts, el primer acabat el 1971 i l'últim el 1991. Bloodchild (Fill de sang), guanyador dels Premis Hugo i Nebula, tracta sobre humans que viuen en una reserva d'un planeta alienígena governat per criatures insectoides. Els alienígenes es reprodueixen implantant ous en els humans, amb els quals comparteixen una existència simbiòtica. L'autora afirmava que el seu relat no tractava sobre l'esclavitud, sinó sobre l'amor i la maduresa i la reacció masculina a l'embaràs. També afirmava que escriure era la seva forma de superar la seva por a l'avorriment. L'any 2005 l'editorial Seven Stories Press va publicar-ne una edició ampliada.

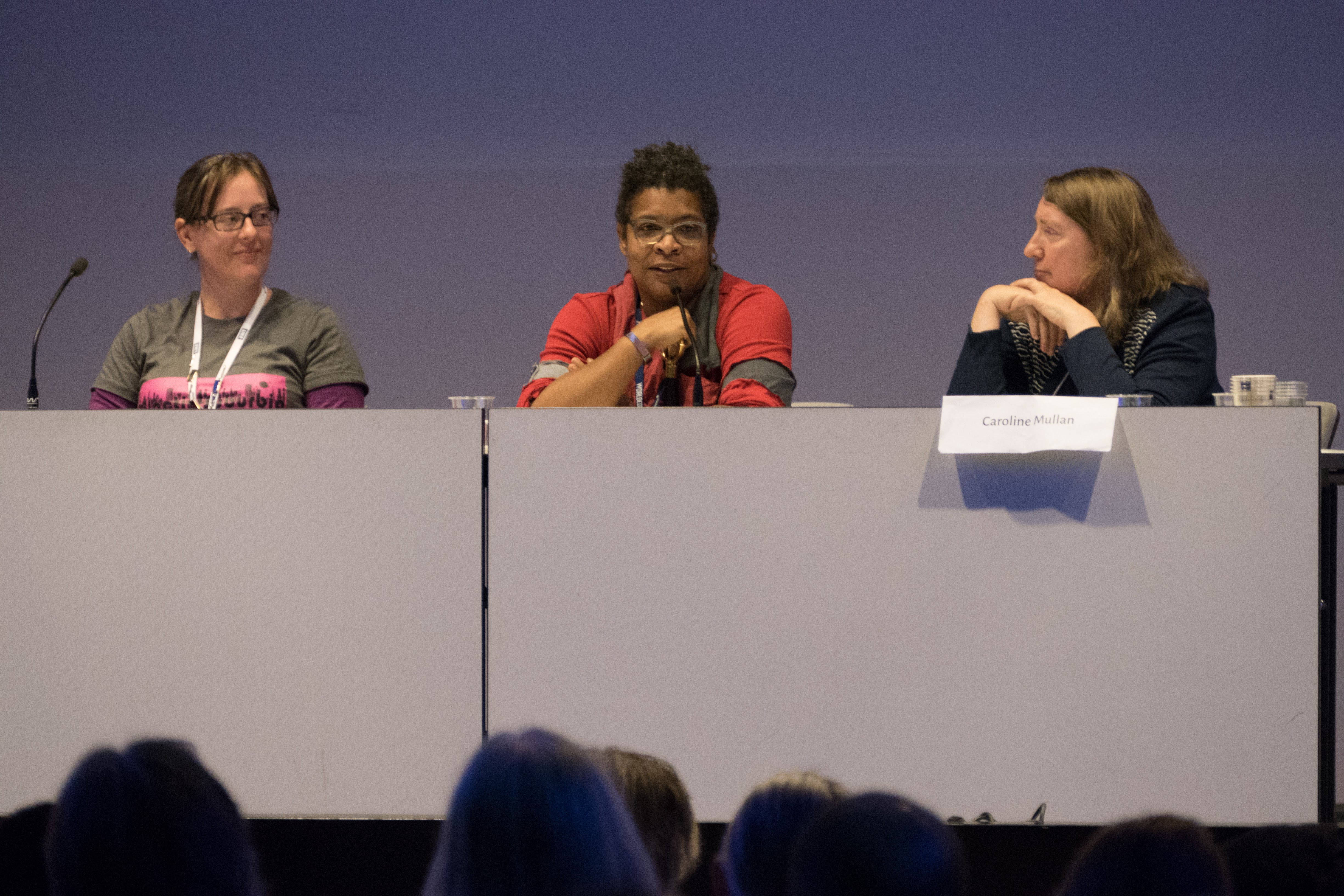
Worldcon 75 (Hèlsinki)

## Guardons
- 2012: Premi "SFWA Solstice"

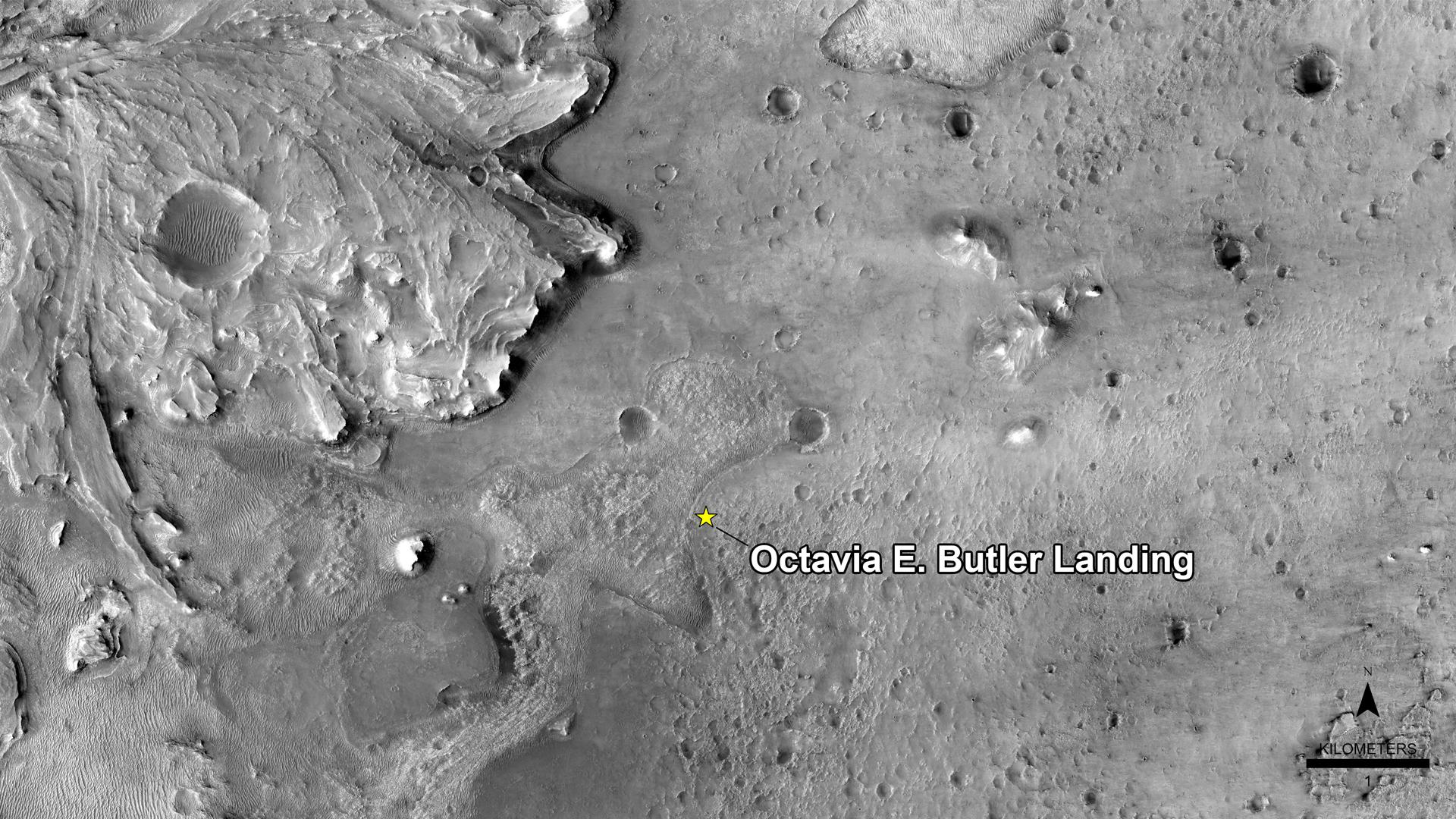
Ròver Perseverance - Lloc d'aterratge Octavia E. Butler en el cràter Jezero

- 2010: Premi "Science Fiction Hall of Fame"
- 2000: Premi a la seva carrera literària del PEN American Center
- 1999: Premi Nebula a la millor novel·la per Parable of the Talents
- 1999: Premi James Tiptree Jr. -Llista d'Honor- amb Parable of the Talents
- 1996: Premi James Tiptree Jr. -Llista d'Honor Especial- amb Wild Seed; Patternist (IV)
- 1995: Títol "Genius" de la MacArthur Foundation
- 1985: Premi Hugo al millor relat curt per Bloodchild
- 1985: Premi Locus al millor relat curt per Bloodchild[22]
- 1985: Premi "Science Fiction Chronicle" al millor relat curt per Bloodchild[23]
- 1984: Premi Nebula al millor relat curt per Bloodchild
- 1984: Premi Hugo al millor relat curt per Speech Sounds
- 1980: Premi Creative Arts L.A. YWCA

## Fons honorari
El fons Octavia I. Butler va ser establert en la seva memòria l'any 2006 per la Carl Brandon Society. El seu objectiu és proporcionar una beca anual per a escriptors afroamericans.

## Reconeixement a la NASA
El 2021, NASA informà que el lloc d'aterratge del ròver Perseverance en el cràter Jezero en la superfície de Mart s'anomenaria "Lloc d'aterratge Octavia E. Butler